# ولاد سيدي عبد القادر (أولاد عروس)
ولاد سيدي عبد القادر هو دُوَّار يقع بجماعة الخلوة، عمالة طنجة أصيلة، جهة طنجة تطوان الحسيمة في المملكة المغربية. ينتمي الدوّار لمشيخة أولاد عروس التي تضم 10 دواوير. يقدر عدد سكانه بـ 70 نسمة حسب الإحصاء الرسمي للسكان والسكنى لسنة 2004.

## روابط خارجية
- البوابة الوطنية للجماعات الترابية
- المندوبية السامية للتخطيط